# 藤井忠兵衛
藤井 忠兵衛（ふじい ちゅうべえ、1871年1月26日（明治3年12月6日） - 1945年（昭和20年）8月27日）は、日本の政治家。衆議院議員（1期）。

## 経歴
播磨国多可郡、のちの兵庫県多可郡中村（中町を経て現多可町）で、藤井忠二の長男として生まれた。中等教育を修め、酒造業を営む。中村会議員、同村長、多可郡会議員、兵庫県会議員、同参事会員、同副議長、所得税調査委員、同審査委員、地方森林会議員、多可銀行取締役頭取、播但鉄道（株）取締役となる。
1924年（大正13年）の第15回衆議院議員総選挙において兵庫9区から無所属で立候補して当選した。のち立憲政友会に入り、衆議院議員を1期務めた。1928年（昭和3年）の第16回衆議院議員総選挙には立候補しなかった。頭取を務めた多可銀行は破綻に至るが、その原因の不正に関わったことで1931年（昭和6年）7月11日、姫路支部裁判所で藤井は懲役2年の実刑判決、1932年（昭和7年）10月末の大阪控訴院で控訴棄却、1933年（昭和8年）4月27日、大審院は上告棄却し判決確定、服役となった。これにより勲六等及び大礼記念章（昭和）を褫奪された。1945年死去。